# Stephos fultoni
Stephos fultoni är en kräftdjursart som först beskrevs av T. och A. Scott 1898.  Stephos fultoni ingår i släktet Stephos och familjen Stephidae. Inga underarter finns listade i Catalogue of Life.